# Кубок Відня з футболу 1915
Кубок Відня з футболу 1915 — турнір, який був організований замість перерваного через Першу світову війну чемпіонату Австрії 2014/15. Турнір мав неофіційний характер, бо участь ньому не була обов'язковою. Багато клубів відмовились від участі, зокрема такі сильні команди як «Рапід» і ВАК.
Фінальний матч турніру між командами «Флорідсдорфер» і «Адміра» завершився з третьої спроби. Матч був запланований на 26 червня, але був перенесений через сильний дощ на 18 липня. 18 липня гра була зупинена на 52-й хвилині через грозу за рахунку 1:1. Перегравання матчу без збереження попереднього результату відбулось 25 липня у тих же складах, що грали за тиждень до цього. «Флорідсдорфер» переміг з рахунком 3:1.

## Чвертьфінали
| Команда 1          | Рахунок  | Команда 2       |
| ------------------ | -------- | --------------- |
| 6 червня 1915      |          |                 |
| «Герта»            | 1:3      | «Рудольфшюгель» |
| «Вінер АФ»         | 1:0, -:+ | «Ваккер»        |
| «Вінер Шпорт-Клуб» | 2:5      | «Флорідсдорфер» |
| «Вагрінгер»        | 0:7      | «Адміра»        |

## Півфінали
| Команда 1       | Рахунок | Команда 2 |
| --------------- | ------- | --------- |
| 20 червня 1915  |         |           |
| «Флорідсдорфер» | 2:0     | «Ваккер»  |
| «Рудольфшюгель» | 1:2     | «Адміра»  |

## Фінал
| 25 липня 1915 |

| «Флорідсдорфер»              | 3 — 1  | «Адміра»          |
| ---------------------------- | ------ | ----------------- |
| 44', 46' Л.Нойбауер 47' Фоці | (Звіт) | 58' (пен.) Штерба |

| ВАФ-плац, Відень Арбітр: Карл Роза |

| Флорідсдорфер |                   |
|               |                   |
| ВР            | Август Краупар    |
| ЗХ            | Йозеф Дойч        |
| ЗХ            | Карл Люкс         |
| ПЗ            | Йозеф Бернгаузер  |
| ПЗ            | Карл Пельц        |
| ПЗ            | Густав Дойч       |
| НП            | Карл Нойбауер     |
| НП            | Йозеф Вольф       |
| НП            | Еммеріх Вайсс     |
| НП            | Леопольд Нойбауер |
| НП            | Франц Фоці        |
| Тренер:       |                   |
| ?             |                   |

| Аматоре |                 |
|         |                 |
| ВР      | Роберт Вюрц     |
| ЗХ      | Гшвендтнер      |
| ЗХ      | Франц Бланка    |
| ПЗ      | Роберт Яролім   |
| ПЗ      | Раухеггер       |
| ПЗ      | Гандтнер        |
| НП      | Гаррер          |
| НП      | Йоганн Сколаут  |
| НП      | Іштван Штерба   |
| НП      | Йозеф Паганотто |
| НП      | Голлаус         |
| Тренер: |                 |
| ?       |                 |